# 近江連合
近江連合（おうみれんごう）とは、セガゲームス（2015年3月まではセガ）のアクションアドベンチャーゲーム『龍が如く』シリーズに登場する架空の広域指定暴力団である。

## 概要
関西一円のヤクザを束ねる一大組織。五代目の郷田仁の時代には寺田、龍司、高島、千石からなる「近江四天王」と呼ばれる強力な大幹部達を中心とした堅い結束と直参120団体、構成員3万5000人という日本最大の規模を誇っていた。名前の由来は滋賀県を現す近江国から。
| 歴代の会長    | 歴代の会長 | 歴代の会長 |
| ------------- | ---------- | ---------- |
| 初代〜 四代目 | 不明       |            |
| 五代目        | 郷田仁     |            |
| 六代目        | 不明       |            |
| 七代目        | 黒澤翼     |            |
| 八代目        | 不明       |            |

『0』では神室町を手中に収めるために東城会の嶋野と組んで嶋野の兄弟分である佐川を使い、東城会の「カラの一坪」を巡る騒動に加わるが、同時に東城会の渋澤に雇われて行動していた西谷までもが騒動に関わってしまう。その後、カラの一坪は手に入らず、この騒動で佐川や西谷、本部長が死亡するという結果に終わった。
『1』では寺田が東城会の100億を巡る騒動で風間に協力する形で暗躍し、錦山に100億の情報を教えたり、嶋野と接触するなどの行動を起こす。また、その裏で龍司が五代目会長の名目を使って100億を手に入れるために神宮のバックに付くが、失敗に終わる。騒動後は寺田が近江を離れてしまい、東城会五代目会長となる。
『2』では裏切り者として寺田を撃った影響で両組織の均衡が破られ、東城会の代理となった桐生が抗争を阻止するために盃交渉に訪れるが、この盃に不服を感じた龍司がクーデターを起こし、また高島や千石も跡目を狙ってそれぞれ行動を起こす。その後、五代目の郷田会長や寺田、高島、千石は死亡、龍司も行方不明（公的には死亡扱い）となったことで「近江四天王」は事実上の壊滅となり、『3』『4』で起こった東城会の騒動に対しても静観を余儀なくされた。
『5』では七代目会長となる黒澤の代になっており、東城会との五分盃に加えて渡瀬や勝矢、高知からなる「近江三幹部」を中心に盤石の体制を築いていたが、黒澤の危篤により東城会との均衡が破れると同時に跡目争いに火が付く。その後、この騒動で高知が死亡し、後に黒澤も病死したことで会長不在となる。
『6』では八代目に「桐生と親交のあった人物」が就任したことが来栖の口から語られたものの、具体的な名前は明かされなかった。
『ONLINE』『7』でも八代目を掲げており、東城会所属だった荒川組を事実上の組織のナンバー2の地位に置いて、神室町を支配している。
『7』では八代目が病床にあり、復帰の目処が立たず事実上のトップは若頭である渡瀬となる。青木遼の主導の下、ブリーチジャパンの後ろ盾となり警視庁と共謀して起こした「神室町3K作戦」によって東城会を神室町から一掃し、勢力の大多数を神室町に送り込んで支配下に置くが、その裏で渡瀬は3K作戦を逆手にとる形で東城会の堂島大吾や荒川と共に東城会、近江連合の双方の解散を画策しており、渡瀬の出所を見計らい、正式に警察に解散届を提出したことで解散した。その後、神室町に進出していた組員は渡瀬の決定に反発。青木の後ろ盾の下、元若頭補佐の沢城、天童、石尾田を中心に「東京近江連合」として独立し、青木の私兵となったが、青木の策がことごとく春日達に破られ沢城は逮捕、天童は生死不明、青木と石尾田は死亡する。その後の動向は不明である。
『7外伝』では解散方針に反対した獅子堂と三代目西谷が大道寺一派に連行された。

## 歴代会長
郷田 仁（ごうだ じん）
声 - 天田益男
『2』に登場した五代目近江連合会長。65歳（2006年当時）。温厚かつ冷静な性格であり誰に対しても柔らかい物腰で話し、また血が繋がっていない一人息子である龍司の事を誰よりも大切に思っている。一方で真島と寺田には幹部を殺した落とし前をつけさせるなど会長としての威厳も持っている。東城会と近江連合の五分の盃を受け入れようとした矢先に息子の龍司が起こしたクーデターに参加した構成員に拉致されそうになるが、その場は桐生に助けられる。しかし、大吾が神室町へ連れて行く際に真拳派に大吾共々再び拉致される。物語終盤では桐生と龍司の死闘を見届けることになり、そこで龍司の苦しみを知ったことで一緒に自首することを狭山薫に話すが最後は真の黒幕である高島遼に撃たれて死亡した。
『0』では登場はしないが、佐川が「五代目近江連合直参」の看板を背負っている事からこの頃には会長の座に就いており20年近くに渡る長期政権を築いている事が分かる。またサブストーリーに登場した龍司が真島を「うちのオトンと同じくらい強い。」と評しており、喧嘩の実力も相当なものだったことをうかがわせるエピソードが語られた。
『極2』では真島組組員だった川村が近江連合幹部の一組長を殺害した事でそのケジメをつけるよう寺田に命令するが、同行していた真島が当時東城会最大勢力であった真島組を解散し、カタギになるという条件を提示したことでそれを承認して和解した。
『ONLINE』では第二部のメインストーリーに登場し、郷龍会の初代会長であった事が判明する。五代目会長就任の機に鷹山を次期若頭に任命した際に不服に思った龍司に襲われるも返り討ちにし破門を突き付ける。その後、ジングォン派と組んだ鷹山がクーデターを起こしその渦中に巻き込まれるもハンに助けられて事なきを得た。一連の騒動終結後は近江連合への復帰を望む龍司に再び立ちはだかるも敗北し彼の覚悟を見届けて、龍司の破門を解除して近江連合に復帰させた。キャラストーリーでは過去のエピソードで登場し、幹部昇格を目論む千石と彼を疎ましく思う眉村に頭を悩ませていた。ある日、知り合いのたこ焼き屋である多胡屋喜一を訪ねた所に息子の喜太郎から喜一が亡くなっていた事や喜太郎が跡を継いだものの苦戦している事を聞く。しかし、自身の息子を思う発言が喜太郎の悩みを解消させるきっかけとなり、最終的には眉村を幹部に残した上で千石を昇格させるという案に落ち着き、龍司をも納得させる事に成功した。
黒澤 翼（くろさわ つばさ）
演 - 奥田瑛二
『5』に登場した七代目近江連合会長。大吾と五分の盃を交わし、東西の均衡を保っていたが物語開始当初は余命１ヶ月程度の危篤状態とされており、それによって事態は「東西全面戦争」へと向かい始めていた。しかし実は自身こそが手駒である「黒澤一派」を率いて作中の事件を引き起こした首謀者である。最初に所属した組は弱小の四次団体であり、文字通り茨の道を歩むしかなく己の出世のために汚泥を啜りながら兄貴分や組長を殺害して今の地位に上り詰めた。しかし結果として手に入れたのは「権力」という力だけであったことに空しさも感じており、桐生や渡瀬のように人を惹き付ける強いカリスマ性を持った男たちに対しては羨望と憎悪が入り混じった感情を持っている。余命僅かの重病は事実であり、事件を引き起こしたのも半年前に末期の肺癌を宣告されたことで焦りを感じるようになったからである。そのため「芹沢和彦」という偽名を使って大阪府警組織犯罪対策本部の刑事を装い各地を奔走しつつ常に事件の中心に近づくなどし、東城会と近江連合を象徴する4人のカリスマ（桐生・冴島、渡瀬・勝矢）を一同に集めて殺害し、その二つの組を手中に収めて息子の相沢に全てを継がせるという計画を立てる。自身を含む一派の人間には味方を装って桐生らに近付かせたり裏切りや死亡を装わせて情報撹乱を狙ったりなど、徹底した演技と二重にも三重にも張り巡らせた策で桐生らを翻弄していた。だが冴島、秋山や品田らの手により計画は失敗。自身の希望である相沢も桐生に敗れたことで「夢」は潰えた。事件後に病死しており、『7』で名前の言及はないが、荒川が墓参りをしている。
八代目近江連合会長
『6』『7』で存在のみ語られた人物で名前及び詳細不明。桐生と親交のあった人物らしいが病床に伏しており、復帰の目処がたたないため若頭の渡瀬及び若頭代行の荒川に組織運営を任せていた。大吾と渡瀬、荒川と結託して解散証明書に署名し、東城会と共に近江連合を解散した。

## 寺田組
『1』に登場した組。寺田の意向により、東城会風間組へ協力する。
寺田 行雄（てらだ ゆきお） / 金 大津（キム・デジン）
声 - 乃村健次（『1』『極』『極2』）、四宮豪（『2』）
五代目近江連合本部長、直参寺田組組長。41歳。初めは錦山と繋がり、100億が消えたと唆す。その後は風間の身の安全を確保するための時間稼ぎとして真島に拉致された遥を救ったり、嶋野にも情報を流すなどの行動を起こし更には風間を補佐した上で嶋野が桐生に敗れた際は手榴弾を投げた直後に射殺する。その後ミレニアムタワーでは桐生に協力して神宮と対峙するが、引き連れていた部下は既に神宮の軍門に下っており逆に拘束されてしまう。事件後は桐生に人格を認められ、東城会五代目会長に就任した。
『2』では42歳。東城会の五代目となったものの自身のイエスマンしか幹部に登用しなかったことから真島ら古参からはよく思われていなかった。元々は近江連合に所属していたために裏切り者とされて桐生の目の前で近江連合の凶弾に倒れるが、後に全ては偽装工作であることや正体は26年前に東城会によって壊滅させられた真拳派の生き残りでもある金大津であることが判明する。終盤では真拳派の目的である東城会の壊滅を目論みながらも自身を救ってくれた風間への恩にも葛藤しており、目的遂行のためにマシンガンを手に数名の構成員と共に桐生を消そうとするも敗北した。その後は真の黒幕として一時は協力関係を築いていた高島に用済みにされて撃たれるが、風間の恩義に報いる道も選んでおり桐生に逆転の手を残すと共に「最後に俺を信じて。」と言い残して静かに息を引き取った。死後は風間らと同じ墓地に葬られ、墓碑銘には本名の金大津ではなく風間から与えられた「寺田行雄」の名が刻まれた。
『極2 真島編』では東城会五代目となった後に100億円事件で地盤の崩れた東城会を経済面から立て直すために手段は問わずに稼げる者を幹部に積極登用する「東城会改革」という血の入れ替え施策を実行、植松や飯渕といった若い極道たちを直系組長へと大抜擢させた。しかし、自身を利用し近江連合幹部殺害を主導した飯渕の魂胆を見抜けなかった事で己のやり方に疑問を持つが、真島から「組の頭を張る男は間違っても間違ってるって言ったらあかん」と言われ、近江連合との会談で真島組の東城会脱退の案を受け入れる。

## 郷龍会
『2』に登場した組。連合内でも随一の武闘派で、組長をはじめとして構成員は野心的な者が多い。
『2』の事件後は龍司は死亡扱いとされており、近江連合の意向で郷龍会は解散処分となったが、『7外伝』では元組員による残党が登場する。
郷田 龍司（ごうだ りゅうじ）
五代目近江連合直参郷龍会二代目会長。
橋本（はしもと）
郷龍会構成員。構成員を纏める立場にあるが、龍司がいない所で独断で行動するといった面を見せている。戦闘では最初は素手だが、二戦目では日本刀を使用し、『極2』では尾道の亡霊に似た剣術で戦う。グランドで龍司の前で関西の龍と発言した桐生に襲いかかるも返り討ちにされた。その後、寺田の葬儀の最中に東城会を襲撃するも桐生と大吾に阻止された。
山田（やまだ）
郷龍会構成員。龍司と盃を交わして2年目の若手で、龍司の前で関西の龍と発言したことで逆鱗に触れてしまう。グランドで見兼ねた桐生が会話に口を挟んだ事で組員との戦闘に発展した。
自称郷龍会三代目
「7外伝」のサブストーリーに登場した元郷龍会構成員を自称する男。郷龍会の末期に龍司と盃を交わしたとのことで、桐生とはお互いに面識がなかった。方々に散らばった当時の構成員を集め、郷龍会再結成へ動いている。再結成に伴い、「郷田龍司」の名を蒼天堀に植え付けるべく、龍司が生きているという噂を流し、カツアゲや美人局を行うチンピラ達に郷田龍司だと名乗らせていた。
死んだはずの龍司を神輿に上げて自らの露払いに使っていることを桐生に激怒され、子分ともども殴り倒された。

## 近江高島会
『2』に登場した組。ライフルなどの銃火器密輸ビジネスをシノギとしている。
高島 遼（たかしま りょう）
声 - 舘ひろし（『2』）
演 - 白竜（『極2』）
五代目近江連合総本部長、直参近江高島会会長。40歳。力よりも知を重視するインテリヤクザであり、策謀を巡らせて数々の功績を挙げている。郷田会長の信任は厚く、また高島自身も忠節を誓っているが実情は極めて冷酷かつ残忍な性質の持ち主であり、自分以外の人間は駒か道具としてしか見ない。取調べの際は別所に桐生の味方ではないと断言したり誰かと電話で話して何かしらの策を練ったりと不可解な行動が目立つ。最終的には近江連合を裏切り、真拳派と手を組んで寺田と共に東城会を潰そうとした上で東城会を傘下に治めた後に郷田会長を抹殺して近江の六代目を継いで日本の極道社会を制覇し、更には真拳派をも抑えて海外への進出を目論む。その後郷田会長や用済みとなった寺田を射殺し、更には桐生と薫を殺そうとしたが最後は郷田龍司との撃ち合いの末に頭を撃ち抜かれて死亡した。
『極2 真島編』では東城会の飯渕圭を操り西と東の大戦争を起こそうとしていたことが示唆される。
『ONLINE』では飯淵と内通していたことが明確に描かれ、小さなコンサルティング会社でくすぶっていた飯淵を極道社会に誘った張本人であった事が明かされる。

## 千石組
『2』に登場した組。新星町にある大坂城に酷似した事務所「大阪の城」を拠点とし、外のハリボテが割れると中から金色の城が現れる非常に派手かつ悪趣味な構造になっている。組長である千石の趣味趣向を反映しているのか、派手な装いや当世具足、忍者装束など時代錯誤な格好をした組員が多い。
千石 虎之介（せんごく とらのすけ）
声 - 西前忠久
五代目近江連合直参千石組組長。42歳。傍若無人で派手好きであり一見浅薄な印象を与えるが、その裏では戦略的かつ狡猾に事を進め金銭の力で相手を追い詰める戦法が得意で、「金の千石」や「近江の錬金術師」と恐れられている。また、郷田龍司とは仲が悪く、「若ボン」「親の七光り」呼ばわりしている。桐生を殺して近江連合のトップに立つために、神室町に大量の金をばら撒いて戸部達に桐生を襲わせたり、千石組の多くの構成員を神室町で行進させた上で混乱に乗じて東城会を新藤に乗っ取らせる事を画策するが、どれも失敗に終わる。その後直接打って出る事を決意し、遥を拉致して大阪の城に桐生を呼び寄せるもけしかけた部下達を次々に倒されて逆に追い詰められ、ペットである2頭の虎を放って桐生と戦わせるも倒されたことで失敗に終わり、尚も往生際悪く逃げようとするも最後はあまりの卑劣な行動に激怒した郷田龍司に斬り裂かれた上に胴体を刀で貫かれ、そのまま天守閣から蹴り落とされて死亡する。
『極2 真島編』では川村が起こした近江連合傘下の三次団体組長を殺害した件について真島に説明責任を求め、それに乗じて東城会との抗争を密かに企ていたことが判明した。
『ONLINE』でも登場し、2005年当時、本家への上納金が近江連合随一となり、幹部になったばかりの頃、他の組からシマ荒らしをしたとして襲撃される一方、上納金の額に似合わない事務所が小さく古ぼけていたため、組員たちから不満が出たが怒鳴って一蹴する。反抗的な組員が事務所から出ると、シマ荒らしに遭った組から返しを受けたところで、千石以下組員総出で救出し、組員たちに隠し通すのは難しいと判断、秘密にしていた新たな事務所である大阪の城を披露した。
国枝（くにえだ）
千石組構成員で、千石の側近。戦闘では扇やマシンガン、槍を使って戦う。情報屋の江崎を焚きつけて桐生を襲わせた。その後、桐生が大阪の城に駆け付けた時は武者を引き連れて殺そうとするも失敗し、自らも倒される。

## 渡瀬組
『5』から登場した組。大阪北に拠点を持ち、郷龍会亡き後の近江連合において一番の武闘派として知られている。
渡瀬 勝（わたせ まさる）
声 - 西凛太朗
七代目近江連合若頭、直参渡瀬組組長。刺青は背中に阿修羅、右腕に輪宝と左腕に独鈷杵。20世紀末、ブルードラゴンという国際シンジケートが企てていた火災事件を解決して、その功績で独立を果たすという伝説を残す。「強い奴と喧嘩がしたくてヤクザになった」と豪語するほどの武闘派で、好戦的ではあるが、裏表が無く人間関係には律儀なために人望を集めている。また、極道として最低限の腹芸を身につけているものの、本質的には兄弟分の勝矢が自身を庇って撃たれた時は「なんで俺の事守ったんや」と涙し、自身を利用していた代紋違いの兄弟分である青山の死さえも深く悼み、親である黒澤に裏切られた時も恨みよりも寂しさを感じるなど、義理人情を重んじる性格をしている。戦闘では桐生と比べてやや小柄な体格を物ともせず、大振りながらも強力な打撃技やタックルなどの豪快な技を多用する。七代目危篤後の跡目争いでは最有力と見られており、自身も既に継いだ後のことを考えているため、桐生のいない東城会を敵として物足りなく感じて彼を東城会へ復帰させるために福岡へ向かったが、その目論見は叶わなかった。その後、埠頭での東城会と八幡組の抗争の際には、乱入した桐生の抑えとして青山に呼ばれるが、桐生の条件を飲んで立会人として中立の立場を守り続けた。福岡の騒動後は跡目争いにケリを付けるために大阪に戻ったところを各地で起こった事件の黒幕が勝矢であることや逢坂興業が神室町入りをしたことを聞いて激怒し、組を引き連れて東京へ向かい桐生や冴島と共に勝矢の元に現れて彼の真意を知ったことで潰し合いを演出するために桐生と戦うも完敗する。その後は現れた黒幕である黒澤に発砲されるも勝矢に庇われ、近江八代目を継ぐことを頼まれる。その後勝矢が収容された病院ですれ違った品田との問答で自身の取るべき道を決めて北方組や山笠組と共に神室町から黒澤一派を追い出す。決着後は秋山の尽力に感謝の意と共に頭を下げ、秋山に「アンタって人の器のデカさが身に染みて分かるよ。」と恐縮させた。
『7』でも八代目近江連合若頭、直参渡瀬組組長として登場。政治家や警察官僚の一部が暴対法を利用し、極道を好きなように利用する現状と、そんな現状に置かれている極道そのものの価値の在り方や未来に疑問を持ち、堂島大吾との同調により、近江連合・東城会の同時解散を目的に掲げていた。しかし、作戦決行直前に組員の警察による嫌がらせに対する逆らいにより「使用者責任」の罪を着せられ逮捕され、2年間服役してしまう事となる。荒川の計らいで春日とその仲間の協力を得られ、出所後、近江連合本部で行われた出所祝いの席で、八代目近江連合会長との連名と称して近江連合解散を宣言した。その際、解散に猛反発する出席者らの暴動に発展する中、反対派幹部の一人に襲われそうになったが、予め「どこの誰かもわからない臨時雇いの用心棒」として雇っていた桐生が助けに入って難を逃れ、また、これによりその場にいた全員に桐生一馬の存在が知れ渡る事となった。堂島から「あんたが見つけたのか?あの人を」と問いかけられたが、「あれは臨時雇いのただの用心棒や、名前も知らん。」とシラを切り、渡瀬の口から桐生の名前は一切語られなかった。この騒動の直後に堂島と共に大阪府警に解散届けを提出した。解散宣言後、近江連合の残党に堂島と共に襲撃されたが共に命に別状はなくエンディングでは荒川親子のお別れ会にも堂島、真島、冴島、安村らと共に出席しており、元近江連合・東城会組員の受け皿として堂島らと共に大阪・蒼天堀に警備会社を立ち上げた事が語られた。 デリバリーヘルプのキャストとしても登場し、敵一体に確率で攻撃力を低下させる攻撃を放つ「阿修羅百裂掌」という技を使う。
『7外伝』では出所直後、獅子堂の裏切りに遭い渡瀬組・鬼仁会の連合軍に襲われる。その際に鶴野を庇う形で三代目西谷に腹部を刺されるも、赤目により応急処置と見た目のメイクアップが施され、予定通り解散宣言を行なった。獅子堂と桐生の最後の戦いが終わった際には倒れこむ獅子堂に賞賛と労いの言葉を与え、その場を立ち去った。
『8』では堂島と関わっていた警備会社の倒産後の消息は明かされていないが、多々良チャンネルでの沢城の発言から近江連合解散時に会長であったとされており、前作までの設定と異なっている。
鶴野 裕樹（つるの ゆうき）
演 - 山口祥行
『7外伝』に登場した渡瀬組若頭。常にサングラスを掛け金のチェーンネックレス、七三オールバックに無精ひげ、金と黒地のシャツにストライプのスーツに身を包む。戦闘では素早い打撃技を駆使する他、ノコギリと焼きごての二刀流でも戦う。渡世の親である渡瀬に忠誠を誓っており、その執拗な粘り強さと実行力、統率力を買われ服役中の渡瀬に代わって組の指揮を任されている。また、近江連合解散を事前に知らされ、収監後の渡瀬に代わり綿密に準備を進めていた。収監前に渡瀬より桐生の居所を探り仲間に迎え入れることを依頼され、CIAをも利用するなど二重三重に大胆な包囲網を広げ、少々強引な手で桐生と接触。渡瀬に託されていた近江連合や渡瀬組が所有する総額500億円の利権を使い、大道寺一派を納得させた上で、仲間に引き入れることに成功した。鬼仁会の三代目西谷には立場上頭が上がらないが、組を脱走した自身の舎弟に壮絶な拷問にかけたのを目の当たりにした過去があり、内心では「外道」と見下している。
その後、桐生や獅子堂と共に解散の一番の支障となる鬼仁会と西谷を抑え込み、出所した渡瀬を迎え入れ、桐生と合流させることにも成功。共に近江連合本部へ向かおうとした矢先、死んだはずの西谷と裏切った獅子堂の率いる渡瀬組・鬼仁会連合軍を対峙したが、渡瀬と桐生とともに撃退。その中で西谷に左脛を切られ、襲われそうになったところを渡瀬に助けられた。解散宣言中は、舞台袖で桐生と様子を伺いつつ暴動の鎮圧に走り、再度獅子堂たちに襲撃された際には負傷した傷の開いた渡瀬を終始支え、決戦後は獅子堂に「お前らの負けや」と告げて渡瀬らと共に本部を後にした。

獅子堂 康生（ししどう こうせい）
演 - 本宮泰風
『7外伝』に登場した渡瀬組若頭補佐。刺青は唐獅子に牡丹で腕には額彫りが九分袖まで入っている。大柄な体格に加えて顔には無数の傷跡が残り、「渡瀬組の切り札」との異名を持つ武闘派の極道。少年期に借金のカタとして鬼仁会へ売り飛ばされ、三代目西谷のもと拷問や地下闘技場での戦いの日々を送った過去を持つ。その後は鶴野に見出され、過去との決別のため渡瀬から貰った「獅子堂」の渡世名を名乗る。現在では西谷ともそれなりに口の利ける立場になり、キャッスル闘技場ではイベンターとしても活動している。
主に黒のレザーパンツ、黒のTシャツに黒地に金で柄があしらわれたダウンジャケットに身を包むが、大道寺一派襲撃時や蒼天堀での鬼仁会およびキャッスル襲撃時などにはシルバーのスラックスに派手な柄シャツを着用し、般若の面を被り、身元を隠して行動することもある。戦闘では大振りなパンチやキックで真っ向から殴りかかってくるほか、バットやハンマーを振るったり、最終決戦では日本刀も用いる。
表向きは鶴野に従っているが、心底では近江連合の解散に否定的であり、解散計画を阻止し、解散否定派を抱き込み近江連合の会長になり極道の頂点に立つことを目論み、解散の動きが出始めた2年前より証拠を掴むため時をうかがっていた。西谷のもとでどん底の日々を過ごした過去から恨みや憎しみを抱いていたものの、自身の目的達成のため鬼仁会のアジトを襲撃した際に殺害を偽装し待機させていた部下に西谷を救出させた。その上で西谷に解散計画を含むすべての事実を伝える事で鬼仁会をも味方につけた。渡瀬が解散届を持って出所した際に本性を現し、抱き込んでいた渡瀬組組員と鬼仁会と共謀し桐生達を殺害しようとするが、敗北する。その後も解散を阻止しようと桐生達を追い、近江連合本部前で桐生らと再び対峙する。その様相は「手負の獣」と評され、真島と冴島の二人掛かり相手にも力負けせず、手をドスで貫かれても全く動じないなど凄まじい執念を見せた。解散否定派を奮い立たせ、桐生に最後の戦いを挑むも死闘の末に敗北。這い蹲ってなおも桐生らに追いすがろうとするが、消耗しきっていたところを大道寺一派の吉村によって口を塞がれ気絶させられ、一派のエージェントに仕立て上げられるため西谷と共に拉致されていった。
宇喜多（うきた）
演 - 舘昌美
久保田（くぼた）
演 - 小手山雅
八尾（やお）
演 - 本田広登
佐久間（さくま）
演 - 北代高士
『7外伝』に登場した渡瀬組構成員で、鶴野の舎弟たち。鶴野の指示で桐生の前に立ちふさがるも、4人とも桐生のことはあまり詳しくないのか下に見るような発言を繰り返していた。宇喜多は拳銃、久保田はバール、八尾と佐久間は素手で戦闘を挑んでくる。
その後、三代目西谷をキャッスルからおびき出すための豪遊イベントには獅子堂の呼びかけで飛んできて、桐生・鶴野・獅子堂とともに蒼天堀の夜を満喫した。また、他の組幹部との付き合いで忙しくしている鶴野とはあまり一緒に酒を飲む機会がなく、初めてご馳走になった高級寿司屋ではあまりの美味しさに涙を流して喜んだ。
渡瀬の出所後、近江解散に反対する獅子堂に賛同し、渡瀬たちと対峙するも敗北した。

## 逢坂興業
『5』に登場した組。蒼天堀の近郊に工場一体型の事務所を構えており、表の顔も持つ会長の勝矢に代わって若頭の金井が取り仕切っている。また、産廃処理（処理を施さない悪質なもの）などで莫大な利益を上げており、金銭面で近江連合を支えている。
勝矢 直樹（かつや なおき）
演 - 吹越満
七代目近江連合本部長、直参逢坂興業会長。表向きには「大阪芸能」の社長という肩書も持つ。45歳。背中の刺青は鶴。兄弟分の渡瀬からは「勝っちゃん」と呼ばれており、自身も渡瀬を「兄貴」と呼んでいる。また、事故で辞めざるを得なくなったものの、かつてはアクション俳優として活躍していたために相手に真意を悟らせない高い演技力を持っており、普段の冷静沈着な態度とは逆に真島の手紙を奪取し損ねたことのケジメとして金井の顔に「脅すんだったら一度でちゃんと決めてこいや」と言ってタバコの火を押し付けるなどの極道らしい一面も覗かせた。戦闘では膝蹴りや一回転ドロップキックなどの足技を中心とした多彩な攻撃を駆使し、アクション俳優時代からの衰えを感じさせない動きを見せる。真の黒幕に対抗するための演技として近江七代目の危篤による跡目争いに勝利するために失踪中の真島の首獲りを狙い、その居場所が記された真島から朴社長宛てに送られた手紙を回収せんと遥達を付け狙いながら各地で起こった東城会と近江連合の騒動の黒幕かの如く振る舞うが、同時に黒幕に遥が狙われるのを阻止した上で計画済みだったT-SETとの合同コンサートを行うために遥のコンサートを中止させるという行動も起こす。物語終盤では黒幕を引きずり出すために敢えて黒幕が狙う同士討ちの誘いに乗り、神室町ヒルズに桐生や冴島、渡瀬を呼び出し最後まで残った人間が黒幕を倒して事件を収拾させることを三人に約束させて冴島と戦うも激闘の末に敗れる。その後現れた黒幕の黒澤から渡瀬を庇い、撃たれて重傷を負うが手術により一命を取り留める。終盤では大吾と共にミレニアムタワーの屋上へ駆け付ける。
金井 嘉門（かない かもん）
声 - 石川英郎
逢坂興業若頭。強面かつ2m近い身長と屈強な体格の持ち主で、それに加えて秋山の足技を何度受けても立ち上がる程のタフさ（秋山曰く「化けもん」）も持ち合わせている。戦闘では貫手や手刀といった危険な攻撃を多用し、最終決戦ではドスも使用する。近江七代目の危篤による跡目争いにおいて勝矢を八代目にするために朴の手紙を狙う。その後は手紙を持って新大阪駅に単身出向いた遥を追い詰めるがそれに勘付いた秋山により阻止され手紙も奪えなかった挙句、勝手な行動を取ったケジメとして勝矢によって首を絞められ顔にタバコの火を押し付けられる。
その正体は黒澤一派の一人で、朴の手紙を勝手に追っていたのも黒澤の指示であった。その後、黒澤を一時追い詰めた大吾を銃撃し、後に神室町に部下を引き連れて再び秋山を襲撃するも激闘の末に敗北し、更には駆けつけた渡瀬達を見て全国の極道組織を敵に回したことを知り遂に降参した。

## 佐川組
『0』に登場した組。組長の意向か、真島を預かっていた際は真島を蒼天堀から逃がさないように四六時中あらゆる場所から監視しており（真島曰く「牢獄」）、中には作業員やホームレスに扮している構成員もいるほどに徹底していた。
佐川 司（さがわ つかさ）
演 - 鶴見辰吾
五代目近江連合直参佐川組組長。キャバレー「グランド」のオーナー。遊び人然とした砕けた口調に極道らしからぬ容姿をしているが、一方では徹底した執着心と少しでも意に沿わぬことが起きれば凶暴性をむき出しにするという極めて危険な性格を秘めている。東城会の嶋野とは代紋違いの兄弟分で、嶋野に頼まれて彼の元部下で東城会を破門された真島を預かりグランドの支配人としてこき使っている。また、東城会ながら関西弁を使う嶋野とは対照的に、佐川は標準語で話している。嶋野と近江連合が「カラの一坪」を手に入れるために本件の責任者である本部長の護衛役を務めながらも実行部隊として動き、後に嶋野からの命令で極道への復帰を望む真島に条件としてマキムラマコトの殺害を命じる。その後も間接的に真島に協力し、後に真島が自身を裏切りマコトと共に大阪から脱出しようとしたことがきっかけで仲間を使って真島とマコトを追い詰めてその場で殺そうとしたが、突如として現れた世良によって阻止されて撃たれる。その後、真島を使って世良の素性を調べ上げ、真島と共に世良の率いる日侠連のいる椿園に向かい、そこで世良を撃ってマコトの居場所と立華不動産の存在を知り、真島に対して大阪から出ることを許可する。その後は真島を連れて神室町に向かい、そこで嶋野から呼び出されて彼の真の目的を知らされたことで真島にすべてを託すが最終的に真島は嶋野の命令に反抗し単独で堂島組に乗り込む気概を見せその覚悟の強さから彼を見送る形になった。事件後は護衛すべき本部長が嶋野に殺害されたこと、そして本来の目的であった「カラの一坪」が東城会側に行き渡ってしまったことにより全ての責任を取らされる形で制裁されるであろうことを覚悟しながらもその素振りを見せずに真島と談笑し、真島と別れた直後に近江連合の組員によって射殺された。

## 鬼仁会
『0』から登場した組。『0』では蒼天堀の北東にあるビルに事務所を構えており、『7外伝』では湾岸近くの倉庫に事務所を構えているものの陸上には縄張りを持たず、巨大コンテナ船上に浮かぶ「キャッスル」の仕切りを任されている。古くから暗殺などの汚れ仕事を担当している。
西谷 誉（にしたに ほまれ）
声 - 藤原啓治
五代目近江連合直参鬼仁会会長。どこともつるまず誰の縄張りだろうと好き勝手に暴れることから佐川から「蒼天堀のトラブルメーカー」とも言われていた。幼稚園時代にスリや置き引き、小学生時にカツアゲ、中学生時に車荒らし、高校生時に殺人で捕まる。刹那主義及び享楽的な快楽主義者で欲望に忠実な行動ばかりして組ごと近江連合から浮いているが、人格者を慕う心もある。高校時代に殺した相手も、物心つく頃から世話になっているビリケンの娘を惨殺した犯人であった。留置所を自身のねぐらとして強い相手はあらゆる手段を使ってでも喧嘩に持ち込む程の喧嘩好きである。真島の話を聞いてすぐに事態を正確に把握し、佐川を出し抜く協力案を提示するなど理性と知性もある。戦闘ではドスを使い、自ら仰向けになるなどの敢えて隙を晒しての奇襲攻撃を得意とする。
渋澤組の依頼を受けてカラの一坪騒動に関わり、真島が拒否した李の殺人計画を代行して彼に恩を売る形を取り、グランドを貸し切りにして真島からマキムラマコトの居場所を聞き出そうとするが拒否される。しかしそれで逆に真島への関心を強め、自ら強盗に成りすまして警察に連絡してまで真島との喧嘩に持ち込む。真島に敗れた後は自身の連絡で駆け付けた警察に逮捕される。
マコトの情報を求めてきた真島と留置場で再会し、再度真島と戦うも敗北。互いに打ち解け、尊厳を持った人間として認め合うようになった。自身の現状を明かした上で知り得る情報を渡し、マコトの奪還のために椿園に向かう真島に同行しようとするも渋澤組に雇われた看守に撃たれ、真島を逃がすためにその場に残った後に命を落とす。自身の破天荒な立ち振る舞いや逃がす時に自身が発した言葉が後の真島のパーソナリティを作り上げた一大要素となるなど、真島に多大な影響を与えた一人であった。
大石（おおいし）
鬼仁会構成員。他の構成員たちをまとめる立場におり、任務失敗の際に責任を取らされたのか、登場する度に顔に傷が増えていく。戦闘ではサプレッサー付きの銃を使用する。西谷の命令を受けてマコトを連れ去ろうとほぐし快館に構成員たちと押し寄せるが、その場に偶然居合わせた真島に邪魔され、マコトを連れて逃げた真島を再度襲うも敗北する。その後、グランドの前でマコトの居場所を聞き出そうと真島を襲うが返り討ちにされ、逆にマコトを狙う理由を白状させられそうになったところに佐川が現れたことで事なきを得る。その後はまたもグランドの前で真島の前に現れ、真島に興味を持った西谷がグランドで待っていると伝えた。
三代目 西谷 誉（さんだいめ にしたに ほまれ）
演 - キム・ジェウク
『7外伝』に登場した八代目近江連合直参鬼仁会会長。近江連合本家が所有する非合法アミューズメントパーク「キャッスル」のオーナーを任されている。柄の入った青いスーツに身を包む派手好きの男。約30年前に死亡した西谷誉の名を渡世名として受け継いでいる。本名は不明。戦闘においては白鞘のドスや刀といった刃物を好み、アクロバティックで軽い身のこなしで得物を振り回しながら蹴り技も交えるほか、スタングレネードを用いた奇襲を行うこともある。ジングォン派にルーツをもつ韓国人であるが、自分の出自を隠して日本人として生き、近江内で名を挙げたのちにカミングアウトした。闘技場で体を壊したり弱った選手の爪をはいだり腹に刺した傷口を火であぶるなどの「フルコース」と呼ばれる拷問が出来るサディスト。殺しの才能とカリスマ性により若くして近江連合の大幹部となった指折りの実力者で、獅子堂からは「関西極道の鑑」と高く評されている。金稼ぎ第一の幹部衆は徹底して見下し、武闘派で名をあげた渡瀬は兄貴として強く慕っている。
キャッスルのことを心底気に入っており、約1年間は船で寝泊まりして生活している。キャッスル内では自身を「神」だと称しており、どんな理屈や我儘をも通そうとし、挨拶を拒んだ浄龍（桐生）へ無理やり接触してその正体が桐生一馬であることに気がつく。
蒼天堀に残った近江の幹部衆の中で渡瀬と肩を並べるただ一人の極道であり、近江連合解散宣言時に一番の邪魔者になると鶴野から危険視され、排除する計画を立たされる。渡瀬組による鬼仁会事務所襲撃時、桐生によって気絶させられたのち、獅子堂にドスで刺殺された。
死は獅子堂の裏切りにより偽装され、近江解散を知った鬼仁会は獅子堂に協力し渡瀬・桐生・鶴野と対峙する。桐生と鶴野に倒されるも、油断した鶴野の左脛をドスで切り、とどめを刺そうとしたところを渡瀬に間に入られ、渡瀬の腹部を刺して重傷を負わせた。尊敬していた兄貴分の裏切りに激高し、「俺が一番殺したかったのはあんただよ」とつぶやき、渡瀬を殺そうとするも、リムジンで駆け付けた花輪に轢かれ気絶した。その後、大道寺一派に身柄を確保され、一派のエージェントに仕立て上げられるため拉致されていった。
清水（しみず）
『7外伝』に登場した鬼仁会若頭。三代目西谷からは桐生を事務所まで案内するよう命令されていたが、西谷一人と桐生を対峙させるのは危険すぎると判断し、組員を引き連れて桐生の排除に動くも、駆け付けた獅子堂の加勢もあり返り討ちにされた。
北原（きたはら）
『7外伝』に登場した鬼仁会構成員で、キャッスルの常駐スタッフ。鶏のトサカのような髪型が特徴。浄龍（桐生）へ興味が湧いた三代目西谷の命令で組員を引き連れて桐生へ襲い掛かる。桐生と西谷のタイマン後、西谷を気絶させた桐生へ激怒、その場で殺そうとするも鶴野に一蹴される。その後、キャッスルを占拠すべく襲撃してきた桐生と渡瀬組を丁重にもてなすべく、キャッスルのスタッフを務めている鬼仁会全員で迎え撃つも返り討ちにあい、キャッスルを奪われてしまう。

## 荒川組
『ONLINE』から登場した元東城会系の組。東城会時は千両通り近くに事務所を構える三次団体で組も小規模だったが、狙った敵は地の果てまで追いかけていく超武闘派として「殺しの荒川組」の異名で恐れられていた。近江連合に寝返った際に近江連合の神室町進出に大きく貢献した功績により直参団体に取り立てられ、ミレニアムタワーの最上階に事務所を構えている。
『7』でも同様に、当初は東城会三次団体。ピンク通り沿いにあるビルに事務所を構えている。『ONLINE』と同様の経緯から近江連合の直参団体となり、ミレニアムタワーの最上階に事務所を構えている。
荒川 真澄（あらかわ ますみ）
声 - 堀内賢雄（『ONLINE』）、村田太志（少年時代）
演 - 中井貴一（『7』、『8』）
荒川組組長。東城会の内部情報を警視庁へリークしたことで、結果的に神室町からの東城会の排除と、近江連合の神室町進出に大きく貢献。その功績が認められ、現在では近江連合内でも実質的なナンバー2である、若頭代行を任されている。
冷徹な雰囲気を漂わせる一方で仁義に厚い一面も持ち、若い頃の春日がトラブルに巻き込まれた際、無関係であったにもかかわらず、指を詰めてまで春日を救いだし、春日を極道の世界に導いた張本人である。しかし、若頭の沢城が蓮岡組の若頭を殺害してしまい、春日に身代わりを依頼。破門にすることで抗争を回避した。その後、警察と近江連合が結託して行われた「神室町浄化作戦」で内通、東城会が実質的に壊滅したことで最大の功労者となり、近江連合本家若頭に出世、事務所もミレニアムタワーに移して神室町を支配した。春日とは17年後に再会したが、近江連合に仇なす者として銃口を向けた。決戦当日は不在で、全てが終わった後、春日に「蒼天堀へ来い」と告げた。
第二部の「黄龍放浪記」でも登場し、郷田が近江連合を破門された事を知った二代目会長代行の二井原が郷田を危険人物として抹殺するよう直接荒川に指示するところから、一目置かれている事が窺える。出所したばかりの元堂島組若頭補佐の久瀬が同行する形で春日を九州へ派遣した騒動終結後は、春日が龍司を殺さなかった理由を聞いた後は彼を「殺しの荒川組」として認める。
『7』では64歳。右頬の大きな疵痕が特徴。生家は全国を巡業する大衆演劇の一座で、女形として芸に勤しんでいた。14歳の頃（1969年）、横浜中華街の「平安樓本店」にて座長の父を何者かに射殺され、母親も愛人と共に姿を消したことで一座は解散。頼れる者も居ない荒川と数名の役者らは極道に身を寄せる事しかできず、東城会の三次団体である氷川興産の盃を受けた。極道となってからは父を殺した犯人を探すため、死体処理に異人町のホームレスを使うことで横浜と接点を持ち、僅かな記憶を手がかりに捜索を続けた。父親が殺されてから7年後の1976年、犯人だと断定した横浜星龍会・星野龍平の元へ「平安樓への招待状」を送り、対面を果たす。その席で父親殺害の経緯、およびその原因となった偽札作りの内情を知ることになる。当初は復讐を遂げるつもりだったが、たった1人で現れた星野の覚悟を見て思い留まり、また偽札作りについて口外することもなかった。1984年に独立して自分の組を持つようになった際、この件に関して恩義を感じた星野からケジメとして裏が白紙の偽札を贈られる。氷川興産構成員だった1976年12月31日、組長の娘との縁談を持ちかけられていたが、密かに交際していた「茜」という女性との間で板挟みになる。茜の妊娠を機に結婚を決意し、事実を組長に告白するが、それがもとで監禁・暴行を受ける。年が明けた1977年元日、茜とその子供の命が狙われている事を知ると死に物狂いで脱走した。一度は神室町の喫茶アルプスで落ち合う連絡を取るが、道中で産気づいた茜が出産したため合流が叶わず、やむなく新宿駅コインロッカーに子供を隠す事を提案する。氷川興産組員の襲撃を受けながらも新宿駅に向かい、泣き声を頼りに施錠されたロッカーを壊して子供を救出した。『ONLINE』と同じく、当初は東城会三次団体の組長だったが、近江連合・東城会の同時解散を狙う東城会六代目会長・堂島大吾の命により「東城会の裏切り者」の汚名を隠れ蓑として、それぞれの組織の実力者らと極秘裏に計画を練るため、近江連合に寝返るフリを行い、八代目近江連合直参にして若頭代行に任じられた。一方で「神室町3K作戦」のキーとなる情報を提供して以降「都知事・青木遼」を名乗る息子・真斗の計画に協力し続ける。近江連合若頭・渡瀬の出所前日に春日達と対面し、本当の目的を明かす。翌日春日一味や真島、冴島、桐生といった元東城会の重鎮、さらには近江連合若頭補佐・天童と共に近江連合解散の反対派を撃退し、無事解散届を警察に提出する。その後は横浜に戻り、春日に今後の展望を打ち明ける。その帰路で天童と会った際に八代目近江連合若頭補佐・石尾田の襲撃を受け、天童と共に退けるが直後に青木の息が掛かっていた天童の裏切りに遭い、油断していた隙を突かれて射殺された。春日らの戦いが終わった後には「お別れ会」が開かれ、真斗と共にその死を悼まれた。
『8』では、氷川興産構成員時代の若かりし頃の荒川が沢城の口から語られた。前出の氷川興産組長の娘・百合子との縁談を持ち掛けられ、茜との仲を引き裂かれ逃亡を図った後に茜は捕えられた。後に氷川興産が雇ったプロの殺し屋の手に掛かった事を知るが、茜の死を自身の目で確認した訳ではなく、一抹の生存を信じ、単身、氷川興産組員を片っ端から襲撃し事務所に乗り込んだ。氷川組長を問い詰めた所で、茜は捕えられたのではなく、逃げ切るために自ら貨物船に乗り込みフィリピンに密航を図ったという。殺し屋に任務中止の連絡をするよう銃口を向けるが、逆に自分がこの場で殺されても任務は遂行されると言い放ち拒否され、そんな怒る狂う荒川を横目に嘲笑いながら死に絶えるまで拷問を続けられ絶命した。その後、自身の組を立ち上げ、組員に茜の捜索を命じたが、一向に見つけることは出来ずにいたが、消息から10年経った頃、取引していたフィリピンマフィアからハワイで茜らしき人物を目撃したという情報がもたらされ、沢城を現地に飛ばした。そして、沢城が現地で会ったのは正真正銘、本物の茜であったが、自身の子との取り違えから真相がバレるのを恐れ殺そうとするも、茜本人から荒川には死んだことにして欲しいと告げられ、殺さずに済んだ。茜の希望通り、荒川本人にはハワイで氷川興産が放った刺客により殺され始末されたと報告し黙って受け入れた。捜索は打ち切られたが、茜に気持ちの変化が現れ、里心が付かぬようコントロールするため、沢城は内密に連絡を取り合っていたが、あの日、駅のコインロッカーに置き去りにした春日一番の存在を知り、沢城を通じて会いたいと懇願してきた。
沢城 丈（さわしろ じょう）
声 - 高橋広樹（『ONLINE』）
演 - 堤真一（『7』、『8』）
荒川組若頭、荒川組内沢城組組長。東城会にいる頃から荒川の右腕として動き、冷酷非情かつ怜悧な頭脳を持ち「殺しの荒川組」を体現したとまで言われる。背中の刺青は白い竜魚。甘い考えで仕事をする春日を嫌っていた。後に蓮岡組の若頭を殺害、上部団体であったため、荒川の一存で春日が身代わりとなり、事なきを得た。「神室町浄化作戦」では荒川と共に近江連合へ寝返り、組を任される。その後は近江四天王の一人になり、17年後、出所した春日とミレニアムタワー前で再会、余裕で力を見せつけた。その後も組抜けを図ろうとした若衆の安村を春日ごと殺そうとした。決戦当日、神室町にいる近江連合の組員をミレニアムタワーに集結させて春日たちを迎え討ち、四天王やヘリまで用意する周到さを見せる。最上階にある組事務所で荒川の不在を伝えると共に1人で春日の仲間たちを退け、尚も立ち向かってくる春日の強さに敬意を表して屋上で戦い激闘の末に敗れる。その後その場から行方をくらます。
『7』では57もしくは58歳。同じく荒川組若頭を務める。粗暴かつ冷酷非情で、特に諂うことしかできない極道連中を嫌い、自ら手に掛けることもあるが、反面荒川が殺された際はきっちりと親殺したケジメを付けさせると発言するなど筋を通す一面を見せた。春日に当たりが強い一方で、組長の息子・荒川真斗には過保護とも言える忠誠心を見せている。多数の武術を身に着けており、戦闘ではガラス片を用いた短刀術、剣術、ステッキ術、さらには折れた刀の切っ先とステッキを用いた変則二刀流を操る。
15歳当時、荒んだ家庭環境から神室町で喧嘩に明け暮れるようになり、そこで出会った少女と同棲生活の果てに妊娠させてしまう。事実に目を背けたまま子供は産み落とされ、処置に困って新宿駅のコインロッカーに遺棄、施錠した。このことを後悔した少女を追いかけて再度駅に向かったところ、施錠したコインロッカーをこじ開けようとする荒川真澄と、さらにその後施錠されていないロッカーから子供を救い出す人物を目撃、全くの偶然で同じ日の同じ時間、隣のロッカーに自分の子と荒川の子が入れられていたこと、そして荒川がそれを取り違えた事を知るその一件から5年後、荒川真澄に連れられて車椅子に乗って動かぬ足を嘆く子供を神室町で目撃し、聞き込みのすえかつて捨てた実子であると確信を得る。自分の将来を鑑みて極道に身を寄せる事になるだろうと思っていたこと、また真斗への悔恨の念もあって荒川組の門を叩く決断をした。荒川組が近江連合に寝返った後も変わらず荒川真澄の子分として近江連合本家の若頭補佐を務めており、同時に青木にも従い、彼に荒川真澄の行動を逐一伝えた。また、春日達の行動に不快感を示していた青木の命により幾度も春日達の前に現れ、刺客を放った。近江連合と東城会の解散後は近江連合の残党が結成した「東京近江連合」に身を寄せ、青木の手駒として忠実に動く。しかし荒川真澄殺害だけは固辞したことがもとで「星龍会会長・星野を24時間以内に殺害せよ」という捨て駒同然の命を受ける。襲撃には成功したもののそこへ駆けつけた春日達との激闘の末に敗北した。荒川真澄殺害の実行犯を疑う春日の詰問に「命令はされたが、殺せるわけがない。」と否定し、その理由としてひた隠しにしていた自身の過去を話した。一通り真相を明かした後は足立の説得により警察に出頭する。その後隠蔽を図る青木から石尾田らを刺客として差し向けられるが、春日たちの尽力で事無きを得た。エピローグではナンバの口から終身刑となった事が語られた。
『8』では61～62歳。横浜星龍会前会長の星野龍平殺害容疑にて服役していたが、星龍会フロント企業のごみ処理施設に姿を現し、そこで佐々木の安否を確認しに来た春日達と出会った。実は、殺害の命により会長室に駆け付けると既に星野会長は射殺されていた。それは青木遼が放った殺し屋の仕業であり、沢城に疑念を持った青木遼による偽装工作だった。青木の命により身代わりで服役していたため罪に問われることはしていなかった。三田村英二の調べでそれが判明し、星龍会若頭・海老名正孝の依頼で雇われた弁護士によって釈放。春日達と出会うことになった。春日と平安婁で対面した際に、春日の実母であり渡世の親・荒川真澄最愛の人・岸田茜が生存しておりハワイに在住していることを告げ、春日に会いに行くよう頭を下げて懇願する。近江連合・東城会大解散に伴い、行き場を失った元ヤクザ達が「元暴５年条項」に苦しみ社会復帰出来ずに溢れていた。そこへ近江連合・東城会には属さず、地方団体ながらも大きな勢力を持つ星龍会が陣頭指揮を執る形で、各地方団体にも召集と協力を仰ぎ、確実な受け皿を準備した上で改めて解散を促しヤクザ完全撲滅を目指す「第二次大解散」を目指すために海老名の呼び掛けに応じる形で星龍会に属していた。海老名では全国的なネームバリューに程遠く求心力もないため、当初は、第二次大解散を推進させるために大解散の発起人ともいえる堂島大吾・真島吾朗・冴島大河に協力を求めたが拒否され、同じく大解散で全国に名を挙げた沢城に白矢が立った。沢城自身も身の潔白の証明で釈放、また荒川真澄が目指し志半ばでこの世を去ったため、渡世の親の遺志を継ぐべく協力に応じた。当初は海老名の真の目的は知らず、「荒川真澄が目指した遺志を継ぐ男」として信用し、第二次大解散に向けて一心に勤しんでいたが、春日と出会いハワイへ発った直後に、海老名の不審な動きに気付いた。その中で第二次大解散をスムーズに進行させるために、元暴５年条項に苦しめられ行き場を失い極道復帰を望むべく、一時的に星龍会の門をくぐった新たな構成員達はハワイ・ネレ島にある核廃棄物処理施設へ施設要員として送り出すために集められた出まかせだと判明、その上で政府と極道の協力は公には出来ないとし、堂々と活動出来るよう星龍会の解散とNPO法人ブリーチジャパンへの移行、政治家とも繋がり政府とブリーチジャパン、協力機関とも合わせた国家プロジェクトとして核廃棄物処理を海外に委託出来るよう法改正をも目論んでいることを知る。自身の目的はあくまで亡き親・荒川の遺志を継ぐことであり、その為に恥を忍んで海老名の協力と要請に乗る形で出所に応じた。そして、その決心には一切の揺るぎはなかった。その上で自身が第二次大解散を推し進める為にはどうしても援軍が必要だと痛感。桐生の協力を仰ぎたいが為に、海老名の厳しい監視下の中でも桐生達とのコンタクトをうかがっていたが、桐生達が星龍会倉庫に乗り込んできたのを利用し、桐生に撃退され海に放り投げられたという既成事実を利用し、春日の家で合流しコンタクトを取ることに成功した。その上で告発系動画での桐生生存と東城会復活のガセ情報、星龍会解散と同時にブリーチジャパン移行の発表については、三田村に書かせた台本を渡されただけで真意は知らなかったこと、またそれまでの経緯と真相を語った上で、伝説的極道と崇められ、絶対的なカリスマ性を持ち合わせる堂島大吾・真島吾朗・冴島大河の協力を仰いだ。彼らの協力を桐生達に託し、更に深く海老名の目的を探る為に星龍会に戻ることになるが、既に海老名には全て察知されており、その上で泳がされていたことを知るや否や、酷い拷問を受け歩行困難になる程の重傷を負わされた。その後、身柄は海老名の下に置かれていたが、最終決戦に望むべくミレニアムタワー最上階のブリーチジャパン本部にて、その姿を桐生達に晒された。気が遠くなる感覚の中、桐生達と海老名との最終決戦に臨む姿をその目に焼き付け、改めて桐生・大吾・真島・冴島を始め仲間たちの力量の凄さを感じていた。その後の生死や消息については描かれていない。茜とのやり取りの中で、茜が春日に会いたがっていたことは真実であり、沢城本人もその願いを叶えたい一心で春日をハワイへ送ったが、実は茜をおびき出すために春日を利用しようとするブライスの狙いを海老名が受け入れた事に利用された。現役の頃から厳しく接しており、春日からは良く思われてはいなかったが、心底では春日の力量を認め信頼している事から、「茜の下にはイチがいる」とその信用の高さがうかがえる。また春日も仲間たちから、今までの経緯により沢城に対しての疑念や苦言を言われることも多々あったが、常に「カシラ」呼びで沢城に対しての信用は失って無く、特に「荒川真澄への忠誠心」については自身によりも高く忠義に揺るぎはないと認めていた。
安村 光雄（やすむら みつお）
声 - 鶴岡聡
荒川組若衆。春日の兄弟分で、通称「ミツ」。無鉄砲な春日をフォローする。17年後、出所して金鳳会会長のヴィンセントを探す春日に居場所を教えた。その後、沢城の命で春日の命を狙うも返り討ちにされ、組を抜けようとして、春日もろとも沢城が仕掛けた爆弾で殺されかけた。それ以降は春日と行動を共にし、決戦前夜に訪れた行きつけのスナックで沢城と再会。沢城が明日襲撃することを知っていたことに驚くも、揉め事は起こらず、酌を交わして別れた。決戦当日、春日たちと共にミレニアムタワーに乗り込み、最上階で沢城と戦うが力尽きて倒れた。
『7』では東城会若衆時代の春日を「兄貴」と呼ぶ唯一の弟分であり、強い絆で結ばれていた。2019年時点で38歳。荒川組が東城会から近江連合に鞍替えした今も、荒川真澄に仕え続けており、近江連合・東城会同時解散の作戦を知る数少ない一人で、荒川の密命を受けて、春日達を仲間に迎え入れるために、近江連合構成員に紛れて横浜･伊勢佐木異人町を訪れていた。偶然、横浜流氓アジト「慶錦飯店」に囚われの身となった、趙を助けるために乗り込んできた春日達と遭遇、春日達と馬淵・天童らの騒動の裏で、趙を助け出し、趙に春日だけを呼んできてもらい、18年ぶりに再会を果たした。その場で、「多くの事は語れないが、近いうちに親っさんはバクチに出る、少しでも多くの味方が欲しい。」とだけ告げて、その場を去った。その後、荒川真澄に会うため、大阪・蒼天堀を訪れていた春日と連絡を取り、力ずくで近江連合本部に乗り込もうとする春日を必死で止めたが、聞き入れて貰えず、結果的に春日達は、近江連合龍の間で荒川を始め、堂島大吾、真島吾朗、冴島大河と初対面する形になる。翌日の同時解散反対派による暴動鎮圧に、春日達と共に挑み鎮圧に成功した。エンディングでは、堂島、渡瀬、真島、冴島らと共に荒川親子のお別れ会に出席しており、彼らが立ち上げた警備会社にいる模様。『8』には登場しない。
的場（まとば）
声 - 佐野康之
『7』に登場した荒川組幹部。戦闘を「解体」「バラす」などと表現する猟奇的な性格で狂気を含んだ口調で話す。戦闘では長ドスのような包丁を振り回してくる。沢城の命を受けて春日達に襲いかかるが敗れ、春日に自分の包丁を顔のすぐ横に突き立てられて失神した。

## 龍童会
『7』に登場した組。近江連合解散後はそれに反発した神室町の近江連合の勢力達が青木の後ろ盾の下で独立した「東京近江連合」の中心派閥となる。
天童 陽介（てんどう ようすけ）
声 - 田中美央
八代目近江連合若頭補佐兼直参龍童会会長。背中の入れ墨は青い昇り龍。かつてはプロボクシングの世界で重量級のスター選手として活躍しており、八百長試合を持ち掛けておきながら報酬を渋った相手を殴り殺すという不祥事の末に極道になったという経歴を持ち、選手時代を知っているナンバは「一番喧嘩したくない相手」と評した。戦闘では多彩かつ強力なパンチ技を駆使し、心臓めがけて放たれる「神の右」と自称するパンチは文字通り一撃必殺の威力を持つ。
東城会と近江連合の同時解散宣言の時は「こないなケンカ、楽しめる方につかな」という理由でその場で寝返り、春日たちの仲間となって共に暴動鎮圧に回る。解散宣言達成に貢献した事に加え、騒動の後に荒川真澄と散歩している時に石尾田の暗殺計画を阻止した事から荒川は完全に油断していたが突然荒川に銃を向ける。自身の頂点に成りあがるという野望を達成するために「こないな事にでもならんと椅子が回ってこない。」という理由で近江連合を一度解体したかったのだと明かし、自身の手で荒川を射殺した。そしてその功績を持って独立した東京近江連合の中心人物となる。
その後真相を知って怒った春日やその仲間たちの策に嵌まってミレニアムタワーに誘い出され、そこで死闘を繰り広げるも敗北した。

## 石尾田組
『7』に登場した組。近江連合解散後はそれに反発した神室町の近江連合の勢力達が青木の後ろ盾の下で独立した「東京近江連合」に加わる。
石尾田 礼二（いしおだ れいじ）
声 - 速水奨
八代目近江連合若頭補佐兼直参石尾田組組長。目元の刀傷を隠すようにサングラスをしており、かなりの強面かつ狂気を含んでいる。足立曰く「昔から何をしでかすかわからん奴」で、クレーン車の鉄球を敵味方関係なく振り回す、殴られても不気味に笑うなど腹の底が見えない人物であるが、荒川が殺害されて東城会の親戚団体が混乱状態にあった際には部下を引き連れて詫び金を納めに出向くなど、近江連合を存続させるために筋を通す一面もある。戦闘では銃撃や椅子を振り回す「ブチ切れの極み」という攻撃を使用し、春日達の攻撃に対して的確なカウンター攻撃を放つ他、謎の笑みを浮かべた後に春日達にビビリの状態異常を付加させる行動を取る。また初戦時のみ鉄球クレーン車に乗り込んでいる。何度も春日たちの前に立ちはだかるがその度に敗北する。その後近江連合が解散した後は東京都知事である青木が立ち上げた東京近江連合に参加し、青木の命令で荒川真澄を殺害しようとした際にそこに居合わせた天童の殺害をも目論むも、そこで天童が自身と同じ東京近江連合に参加していたことを知り、また彼の荒川殺害を目の当たりにした。その後は青木から逮捕された沢城の殺害を命じられ、外部から呼んだ殺し屋のミラーフェイスと共に実行しようとしたところで居場所を知った春日たちに襲撃され、ミラーフェイスと共に襲い掛かるも激闘の末に敗北した。敗北後に荒川を殺害したのは天童であることを伝えるも青木に見限られ、彼の命を受けた天童によって一番たち諸共爆弾で吹き飛ばされる。劇中では死亡シーンは描かれていないが、公式本の「龍大全2」には死亡したとの記述がある。
ミラーフェイス
石尾田組が雇った中国系の殺し屋。変幻自在の変装能力を持ち、自身の姿や声を成り済ました人物と全く同じ姿に変えることができる上、殺した事実を事故や自殺と見せかけて完璧に偽装することから通り名として呼ばれており、趙天佑やソンヒからは「プロ中のプロ」と言われている。戦闘では足立と同じ姿に変装していたために足立と同じスタイルで戦う。青木遼の殺人教唆の証人となり得る沢城が逮捕されたため、警察署の中に潜り込んで沢城を始末できる殺し屋として呼ばれたが、その実行前に石尾田を追ってきた春日たちに見つかる。その時点で警察に潜り込むために足立への変装を済ませており、本物の足立に掴みかかって乱闘しどちらが本物か分からなくさせようとしたが、春日に道路交通法の条文について問題を出され、それに正確に回答してしまったが故に偽物だと見破られて殴られ、戦闘を経て石尾田と共に撃破された。その後はミレニアムタワーで春日たちが天童を倒した後に再登場。石尾田と共に倒された後にビルが爆弾で爆破されているが、それで青木が自分を使い捨てにしようとしたことを知って青木を裏切り、間一髪で助けてくれた春日たちに協力し、天童に変装してミレニアムタワーの荒川組事務所に青木らを誘き出す手助けをした。

## その他の幹部・構成員
林 弘（はやし ひろし）
声 - 菅田俊
『1』から登場した五代目近江連合舎弟頭補佐。長身と面長な顔が特徴で、関西弁で話す。 戦闘では『1』では飛び蹴りや一回転パンチを使い、『極』では馬場に似た格闘スタイルに加えて近くに椅子があるとそれを振り回す攻撃をしてくる。遥を誘拐するためにアレスに構成員数名と共に登場し、その場で桐生と戦うも敗北する。
『2』では郷田龍司に惚れ込み、郷龍会の構成員として登場。戦闘では最も高い体力ゲージを誇り、力強いパンチやタックルからの投げ技を使用して窮地に追い込まれると配管を腕力で取り外し左右の手に持って振り回す。『極2』では『極』と同じく馬場に似た格闘スタイルで戦うほか引き抜いた配管の長さが『2』に比べて短くなっており、それらをカリスティックのように扱うなどの変更をされている。龍司に天下を取らせるために一組員として、命令を受けて他の構成員と共に覆面を被りミレニアムタワーの変電室を破壊する。その後、一年前の事件で因縁のある桐生に再戦を挑むも敗北する。
『ONLINE』では、かつての仁義もなく、自身をはじめとする古参組員を蔑ろにするようになった近江連合に嫌気が差していた。その後、近江連合に追われる身になったところで春日に助けられ共闘し、彼の兄弟分となる。『極2』でのキャラストーリーでは郷田仁と大吾の拉致に関わっていた事が判明する。協力していたはずのジングォン派の幹部であるシンに裏切られ、シンが仁と大吾の抹殺を目論んでいる事を聞き出し、シンを叩きのめした後は仁を救出する。
高知 比呂志（たかち ひろし）
『5』に名前のみ登場した七代目近江連合若頭補佐、直参高知組組長。兵庫に地盤を置き、目立つ存在ではなかったものの、黒澤の秘蔵っ子として重用されていた。物語序盤で名古屋で起きた謎の事故に東城会若頭補佐である安住と共に巻き込まれて死亡した。後に大吾の発言からその事故は黒澤の策略によるものだと判明した。
袴田 猛（はかまだ たけし）
『5』に登場した近江連合構成員。スカイファイナンス蒼天堀支店にてみかじめ料をせびりに来るが、秋山に一蹴された。その後、秋山が朴の死の真相を追及している最中に再びスカイファイナンスに押し寄せるも敗北し、金井のいる逢坂興業の居場所を伝えて去って行った。
三谷（みたに）
『5』に登場した近江連合系神戸黒羽組構成員。神戸黒羽組は黒澤の出身母体である組で、名古屋組を裏から動かしていた黒幕。その存在は秘匿されており、直参組織なのかどうかは不明。戦闘ではルチャで戦う。名古屋組の真相に近づいた品田の始末を澤田に命じたが、裏切られてしまい、彼らを始末しようとしたが返り討ちにされた。
西（にし） / 服部（はっとり）
『7』に登場した八代目近江連合構成員。青木遼の護衛を務める。戦闘では1戦目では李に似た戦闘スタイルで戦い、2戦目では警棒、3戦目ではドスを使用する。青木遼が異人町で小笠原の葬儀を行った際、車を停めている地下駐車場の警備を務め場所を突き止めた春日と乱闘になるも、青木に制されて引き下がる。近江連合解散後は東京近江連合の一員として登場し、久米に近づこうとした春日一行に二度立ちはだかるも返り討ちにされた。
村岡（むらおか）
『7』に登場した東京近江連合の構成員。戦闘では青龍刀の二刀流で戦う。久米を捜しに白遼ビルに向かった春日一行を待ち伏せするも返り討ちにされた。その後、久米が青木の元へ逃げた事を白状するも、荒川や星野が殺された影響で暴走した春日に一歩的に殴られ続け、さらに殺意の込められた一撃を叩き込まれそうになったところを桐生に阻止されて事なきを得た。
蒼月 勘治（そうげつ かんじ）
『7外伝』に登場した八代目近江連合系極蒼組組長。ホームレスたちを保護と偽って監禁し、申請した生活保護費を絞り上げる「囲い屋」の元締め。桐生と赤目の活躍によってホームレスたちは解放され、さらには囲い屋ビジネスが近江連合本家にバレてしまい組を解体させられる。解体後も子分たちと蒼天堀に残り、桐生と赤目へ恨みを晴らすべく、ミゾロギの裏武器屋を襲いガジェットを入手して桐生に襲い掛かる。しかし、自分ではうまくガジェットを使いこなすことができなかったため、宇賀神らキャッスルの闘技場四天王にガジェットを提供し、代わりに桐生を倒してもらうように促した。その後、桐生にタイマンで敗れた宇賀神によって根城にしていた隠れ家を明かされ、桐生に襲撃され敗れた。ミゾロギへの慰謝料と武器屋の修理費を請求するも到底支払える金額ではなかったため、赤目がその請求を負担する代わりに赤目ネットワークの傘下に下りホームレスと共に情報収集を行うこととなった。